# Angelo Acciaioli (cardinal)
Angelo Acciaioli, le cardinal de Florence, né à Florence en Toscane, Italie, le 15 avril 1340 et mort à Rome le 31 mai 1408, est un cardinal italien. D'autres cardinaux de sa famille sont Nicolò Acciaioli (1669) et Filippo Acciaioli (1759).

## Biographie
Acciaioli est chanoine à Patras. En 1375 il est élu évêque de Rapallo et en 1383 il est transféré à Florence.
Le pape Urbain VI le crée cardinal lors du consistoire du 17 décembre 1384. Le cardinal Acciaioli participe au conclave de 1389, lors duquel Boniface IX est élu, au conclave de 1404 (élection d'Innocent VII et de 1406 (élection de Grégoire XII).
Il est légat apostolique à Naples, doyen du chapitre de Salisbury et archidiacre des chapitres d'Exeter et de Canterbury. Acciaioli est légat en Hongrie, où il couronne le roi Lajos. En 1404 il est nommé archidiacre de la basilique Saint-Pierre et en 1405 doyen du Collège des cardinaux et vice-chancelier de la Sainte-Église. Il est chargé avec la réforme de l'abbaye de S. Paolo fuori le mura à Rome.